# Папаиоанну, Мильтиадис
Мильтиадис Папаиоанну (греч. Μιλτιάδης Παπαϊωάννου, 1947) — греческий политик, член партии ПАСОК. В 2011—2012 году —действующий министр юстиции, прозрачности и прав человека Греции.

## Биографические сведения
Родился в селе Ликурия, что вблизи Калавриты, ном Ахайя. Изучал право и работал адвокатом. Был членом ПАСОК с момента основания партии. Впервые избран в парламент Греции в 1981 году. Переизбирался за исключением 1989, 1993 и 2007 годов.
Служил на следующих должностях Кабинета министров Греции: заместитель министра внутренних дел (1982), министр юстиции (1985), заместитель председателя правительства и пресс-секретарь правительства (1986), генеральный секретарь министерства национальной экономики (1993), министр труда и социальной защиты (1996), государственный министр (2000).